# Álarcos szula
Az álarcos szula (Sula dactylatra) a madarak (Aves) osztályának a szulaalakúak (Suliformes) rendjébe, ezen belül a szulafélék (Sulidae) családjába tartozó faj.

## Előfordulása
Grönland és Spanyolország területét kivéve Európában nem honos, de az összes többi földrészen és szigeten előfordul, ami trópusi óceánnal találkozik.

## Alfajai
- Sula dactylatra dactylatra
- Sula dactylatra bedouti
- Sula dactylatra californica
- Sula dactylatra fullagari
- Sula dactylatra melanops
- Sula dactylatra personata

## Megjelenése
Testhossza 81–91 centiméter, szárnyfesztávolsága 152 centiméter, tömege pedig 1500 gramm.
Erős, hegyes csőre, keskeny, hosszú szárnya, hegyes farka van. Nevét az arcán lévő fekete álarcszerű foltról kapta.
|  |

## Életmódja
A levegőből vágódik a vízbe, de nem merül mélyre, így a sekélyebb vizekben is tud vadászni, kisebb halakra.

## Szaporodása
A földre, sziklák közé rakja kezdetleges fészkét. Fészekalja 2–3 tojásból áll, melyen 45 napig kotlik a tojó.
|  |  |